# ماريو باي
ماريو أندرو باي (16 فبراير 1901 - 2 مارس 1978) (بالإيطالية: Mario Andrew Pei)‏ لغوي أمريكي من أصل إيطالي. يعتبر أشهر من نادى بتبسيط علم اللغة، بعيدا عن التعقيدات.
وقد جذب ماريو ببساطته ووضوحه إلى ميدان علم اللغة فئات من القُرّاء كانت بعيدة عنه، ونجح في تقريب هذا المجال إلى المتخصّصين وغير المتخصصين على السواء.

## مسيرته
ولد ماريو في روما بإيطاليا، وهاجر إلى الولايات المتحدة مع والديه في عام 1908. خارج المدرسة، كان يتحدث اللغة الإنجليزية ولغته الأصلية الإيطالية، وكذلك الفرنسية، كما درس اللغة اللاتينية أيضًا. بعد سنوات، أصبح يجيد عدة لغات أخرى (بما في ذلك الإسبانية والبرتغالية والروسية والألمانية)، حيث أصبح قادرا على التحدث بنحو 30 لغة، بعد أن أصبح على دراية ببنية 100 لغة على الأقل من لغات العالم.
في عام 1923، بدأ حياته المهنية في التدريس في كلية مدينة نيويورك، وفي عام 1928، نشر ترجمته لموسوليني فيتوريو إرميت دي فيوري: رجل القدر (Vittorio Ermete de Fiori's Mussolini: The Man of Destiny). حصل على درجة الدكتوراه من جامعة كولومبيا في عام 1937.
أثناء عمله أستاذاً لعلوم اللغة الرومانسية في جامعة كولومبيا، كتب باي أكثر من 50 كتابًا، من بينها أكثر الكتب مبيعًا «قصة اللغة» (1949) و«قصة اللغة الإنجليزية» (1952). وله كتب أخرى:
- «لغات الحرب والسلام» (1943)
- «قاموس اللغويات» (كتب مع فرانك جينور، 1954)
- «كل شيء عن اللغة» (1954)
- «أسس علم اللغة» (1965)، ترجمهُ إلى العربية أحمد مختار عمر

كان باي أُمميّ النزعة، فقد دعى إلى إدخال الإسبرانتو في المناهج المدرسية في جميع أنحاء العالم.

## روابط خارجية
- ماريو باي على موقع الموسوعة البريطانية (الإنجليزية)